# Sebastian Christmann
Sebastian Christmann (* 8. September 1999) ist ein deutsch-schweizerischer Eishockeyspieler.

## Werdegang
Der Stürmer Sebastian Christmann begann seine Karriere beim EHC Engelberg-Titlis. In den folgenden Jahren spielte er im Nachwuchsbereich für die Vereine HC Luzern, EHC Seewen und EV Zug. Auch wenn er in der Schweiz geboren und aufgewachsen ist, besitzt Sebastian Christmann neben der schweizerischen auch die deutsche Staatsbürgerschaft und spielte für die deutsche U-18-Nationalmannschaft.
Nach dem Ende seiner Juniorenzeit wechselte Sebastian Christmann erstmals zu einem deutschen Verein und wechselte zum EHC Freiburg in die DEL2. Dort absolvierte er in der Saison 2019/20 insgesamt 38 Spiele, blieb dort allerdings ohne Torerfolg. Zur Saison 2020/21 wechselte Christmann zum Oberligaaufsteiger Herforder EV.